# Julius von Kirchmann
Pour les articles homonymes, voir Kirchmann.
Julius Hermann von Kirchmann (né le 5 novembre 1802 à Schafstädt et mort le 20 octobre 1884 à Berlin) est un juriste et homme politique allemand membre du parti progressiste. Il a siégé à l'assemblée nationale prussienne durant la révolution de mars, puis à la chambre des représentants de Prusse et au Reichstag pendant les débuts du gouvernement d'Otto von Bismarck.

## Biographie
Kirchmann est le fils du major Eberhard August von Kirchmann pour l'armée de l'Électorat de Saxe et de sa femme Wilhelmine Berger. Après avoir fréquenté un Gymnasium, il étudie le droit à l'université de Leipzig. Il poursuit plus tard ses études à l'université de Halle.
Il commence à travailler à Halle en 1829 en tant que juriste débutant. Il est promu quatre ans plus tard juge pénal. En 1834, il épouse Henriette Butte. Ensemble, ils ont deux filles, dont Luise, la future femme du compositeur Ludwig Hartmann (de).
En 1835, il est nommé directeur du tribunal de Querfurt. Il est muté à Torgau au même poste en 1839. En 1846, il devient procureur à Berlin, place qu'il garde deux ans. En 1847, il tient un discours devenu célèbre devant le club de droit de Berlin qui s'intitule « De l'absence de valeur de la jurisprudence en tant que science ». Cette sortie a des conséquences sur sa carrière, puisqu'il est promu, ou plutôt mis au placard, vice-président du tribunal de Ratibor dès l'année suivante.
Kirchmann est également actif en politique. En 1848, il est élu à l'assemblée nationale prussienne où il est proche de la gauche au début puis se rapproche du centre et particulièrement de Johann Karl Rodbertus.
Après la fin de l'ère réactionnaire, il devient membre du parti progressiste. Il siège à la chambre des représentants de Prusse de 1862 à 1870, puis de 1873 à 1876,. Il a également un mandat au Reichstag de 1867 à 1877.
Kirchmann participe activement entre 1869 et 1870 à la rédaction du code pénal pour la Confédération de l'Allemagne du Nord. Durant le Kulturkampf, il se trouve mêlé à de nombreux débats houleux au Reichstag et finit par perdre son mandat. Par exemple, il réclame que les personnes touchant un salaire inférieur à un certain seuil soient exemptés de certains impôts.
À partir de 1846, Kirchmann est président de la société de philosophie de Berlin. Il entretient une correspondance avec les philosophes Adolf Lasson (de) et Eduard von Hartmann, ainsi qu'avec l'homme politique Franz Wilhelm Ziegler (de) et le compositeur Richard Wagner.
Il décède le 20 octobre 1884 à l'âge de 82 ans à Berlin.

## Citations
1. ↑  « Die Werthlosigkeit der Jurisprudenz als Wissenschaft »